# Neolepton cobbi
Neolepton cobbi is een tweekleppigensoort uit de familie van de Neoleptonidae. De wetenschappelijke naam van de soort is voor het eerst geldig gepubliceerd in 1910 door Cooper & Preston.